# HD 112410
HD 112410 — звезда жёлтый гигант созвездия Мухи. Звезда находится от нас на расстоянии 513 световых лет, она удаляется от Солнца с лучевой скоростью 73 км/с. Имеет абсолютную звёздную величину 1,22.
На данный момент заезда находится на стадии жёлтого гиганта, была звездой главной последовательности после исчерпания водородного топлива из ядра. Её радиус в 10 раз превышает Солнечный. Масса звезды оценивается от 1,21 до 2,32 от массы Солнца. Металличность HD 112410 намного меньше чем у Солнца — то, что астрономы назвали обилием элементов большей массы, чем гелий — вращается с прогнозируемой скоростью в 3,3 км/с. Светимость HD 112410 на 50,5 раз больше Солнечной из-за увеличившейся фотосферы и имеет температуру в 4793 кельвинов.
HD 112410 имеет вращающуюся по эллиптической орбите, экзопланету газовый гигант HD 112410b который обладает массой, в 9,2 от массы Юпитера, совершает полный оборот за 124,6 земных суток при расстоянии 6,53 а. е. Однако если дальнейшие наблюдения выявят что если орбита HD 112410b будет иметь 45° от тогда HD 112410b окажется не планетой а коричневым карликом.
HD 112410b имеет радиус в 9,18 RJ раз больше Юпитера и обращается на расстоянии 6,53 а.е. (980 млн км) от звёзды.
Планетарная система HD 112410